# Baláže
Baláže (em alemão:  Lipscherseifen; em húngaro:  Balázs) é um município da Eslováquia localizado no distrito de Banská Bystrica, região de Banská Bystrica.

## Demografia
| Ano:        | 1994 | 2004   | 2014    | 2024   |
| ----------- | ---- | ------ | ------- | ------ |
| Broj ljudi: | 201  | 193    | 216     | 229    |
| Razlika:    |      | -3,98% | +11,91% | +6,01% |

| Ano:               | 2023 | 2024   |
| ------------------ | ---- | ------ |
| Número de pessoas: | 234  | 229    |
| Diferença:         |      | -2,13% |